# 刑務所内強姦
刑務所内強姦（けいむしょないごうかん、英: prison rape）は、刑務所、拘置所内における強姦である。隔離された環境での犯罪であることから被害が把握されにくいだけでなく、囚人同士や看守と囚人の間の力関係等から被害者が被害を訴えにくい、刑務所の更生施設であるという目的を逸脱し新たな犯罪と性病伝染の発生源となっているなど、様々な問題を生んでいる。LGBTQの人々への性暴力も報告されており、被害者や加害者の性別は様々である。世界各国で重大な問題として顕在化しているが、日本ではそれほど実態がつかめていない。

## 概説
女性の被収容者が看守から強姦されることであるが、男性の被収容者が同性の看守や被収容者から性的虐待をうけることもある。日本では、豊橋刑務支所において複数の強姦事件が発生しており、2003年、加害者の一人である刑務官の男が拘置されていた女性被告人を強姦の末に妊娠させるに至って初めてそれらの事実が明らかとなっている。松山刑務所事件（1964年-1966年、松山ホステス殺害事件の犯人の福田和子は、当時、別の事件で服役していて被害にあった）は、当時、国会に取り上げられる大スキャンダルとなり、暴行ができるように関与した看守は自殺している。また、被害者である福田和子の著書では、法務省から告訴を取り下げるよう強要され、公訴時効成立によって事件の存在自体が無かった事にされた経緯が明かされており、そうした点も刑務所内犯罪の問題点の一つとされている。逆に米国ボルチモアにおいては女性の看守4人が一人の男性の被収容者に関係を求めて妊娠に至った事例も存在する。
2017年英国においてトランスジェンダーを主張して認められウェスト・ヨークシャーのニューホール女子刑務所に移監された52歳の(生物学的に元)男性の囚人が、2名の女性の囚人を強姦した事件が起こっている。

## LGBTQの人々への性暴力
刑務所にいるレズビアンとゲイの人々は、1000人あたり44件の被害を経験しており、これは異性愛者の人々の被害率の2倍以上で、バイセクシュアルの人々は、異性愛者のほぼ7倍の割合で被害を受けている。
刑務所にいるトランスジェンダーの人々は、刑務所内で他の囚人から性的暴行を受ける可能性が約10倍高く、職員から性的暴行を受ける可能性が5倍高いと報告されている。カリフォルニア州の刑務所を調査したデータでは、男子刑務所に収容されているトランスジェンダー女性は、他の受刑者に比べて性的虐待を受ける可能性が13倍高いという結果もある。
2022年11月に発表されたデータによると、イングランドとウェールズの刑務所収容者は全体で78058人で、そのうちトランスジェンダーの囚人は230人で、さらにその中の168人がトランス女性、42人がトランス男性、13人がノンバイナリーであった。そして181人のトランスジェンダーの囚人が男性の刑務所敷地におり、女性施設にいたトランスジェンダー女性はたったの6人だけだった。
また、インターセックスの女性が男性の刑務所で非道な扱いを受ける事例もある。